# Čirpan
Čirpan (in bulgaro Чирпан?) è un comune bulgaro situato nella regione di Stara Zagora di 25 914 abitanti (dati 2009). La sede comunale è nella località omonima.

## Località
Il comune è formato dall'insieme delle seguenti località:
- Čirpan (sede comunale)
- Vinarovo
- Volovarovo
- Celina
- Cenovo
- Gita
- Dimitrievo
- Dăržava
- Javorovo
- Jazdač
- Zetjovo
- Zlatna livada
- Izvorovo
- Malko Tranovo
- Mogilovo
- Oslarka
- Rupkite
- Svoboda
- Spasovo
- Sredno gradište
- Stojan-Zaimovo